# Desinić Gora
Desinić Gora – wieś w Chorwacji, w żupanii krapińsko-zagorskiej, w gminie Desinić. W 2011 roku liczyła 123 mieszkańców.